# ポケモンで踊ろう with J☆Dee'Z
「ポケモンで踊ろう with J☆Dee'Z」は、J☆Dee'Z（後のJewel）のデビューシングル。2014年7月23日にソニー・ミュージックレコーズから発売された。

## 概要
J☆Dee'Zが歌うTVアニメ「ポケットモンスター XY」のエンディングテーマ「ピースマイル！」「X海峡Y景色」2曲を含む楽曲をパッケージでリリース。DVDには、みんなで踊れる振付ビデオも収録。

## 収録曲
1. ピースマイル！
  - 作詞：PA-NON / 作曲・編曲：たなかひろかず / 歌：J☆Dee'Z with ピカチュウ（大谷育江）
2. X海峡Y景色
  - 作詞：戸田昭吾 / 作曲・編曲：たなかひろかず / / 歌：J☆Dee'Z
  - ポケモンの名前を使った言葉遊び歌[1]
3. V（ボルト）
  - 作詞：遊助 / 作曲：たなかひろかず / 編曲：村山晋一郎 / 歌：松本梨香 with J☆Dee'Z
  - 遊助の楽曲「V（ボルト）」のカバー
4. ピースマイル！（Instrumental）

DVD
1. 『ピースマイル！』ミュージックビデオ
2. 『ピースマイル！』ダンスビデオ
3. 『X海峡Y景色』ダンスビデオ

## タイアップ
| 楽曲           | タイアップ                                                        |
| -------------- | ----------------------------------------------------------------- |
| X海峡Y景色     | TVアニメ「ポケットモンスター XY」エンディングテーマ               |
| ピースマイル！ | TVアニメ「ポケットモンスター XY」エンディングテーマ               |
| ピースマイル！ | ポケモン短編映画「ピカチュウ、これなんのカギ?」エンディングテーマ |